# Barösund
Barösund är ett sund och ett skärgårdsområde i den västra delen av Ingå kommun i Nyland. Skärgårdsorten består av några större öar, Barölandet, Orslandet och Älgsjölandet, samt hundratals mindre öar, kobbar och skär.  
Barösund har en fast bosättning på omkring 180 personer, men på sommaren mångdubblas invånarantalet eftersom det finns många sommarstugor i området. 

## Historia
Stränderna i Barösund har varit befolkade sedan 1500-talet, enligt skriftliga källor. Den första fasta bosättningen bestod av bönder och fiskare. Områdets äldsta bebyggelse finns kring Jutans och Ors hemman, samt i byarna Ors och Barö.

Hö på stör i Jutans i Barösund år 1900.

I slutet av 1800-talet upptäckte också stadsborna det vackra landskapet. Det ledde till villor, pensionat och sommarstugor började dyka upp längs stränderna kring sekelskiftet. Ors bycentrum på Orslandet uppstod i början av 1900-talet, vid sundets smalaste ställe. Bycentret omfattade två skolbyggnader, föreningshuset Walhalla, en post samt en andelshandel.
Längs farleden finns gamla bonde-, fiske- och lotshemman samt av villor, pensionat och sommarstugor från slutet av 1800-talet fram till i dag.

### Viktig farled
Barösund är en del av den historiska historiskt betydelsefulla farleden längs Finska vikens norra strand. Som knutpunkt för vattentrafiken kan Barösund jämföras med Hangö udd eller Porkala udd. Redan på 1200-talet gick rutten västerut mot Hangö, österut mot Porkala och söderut mot Tallinn genom Barösund. Barösund nämns i en känd, dansk farledsbeskrivning från 1200-talet, där havsrutten löper in mot sundets mynning från sydost. 

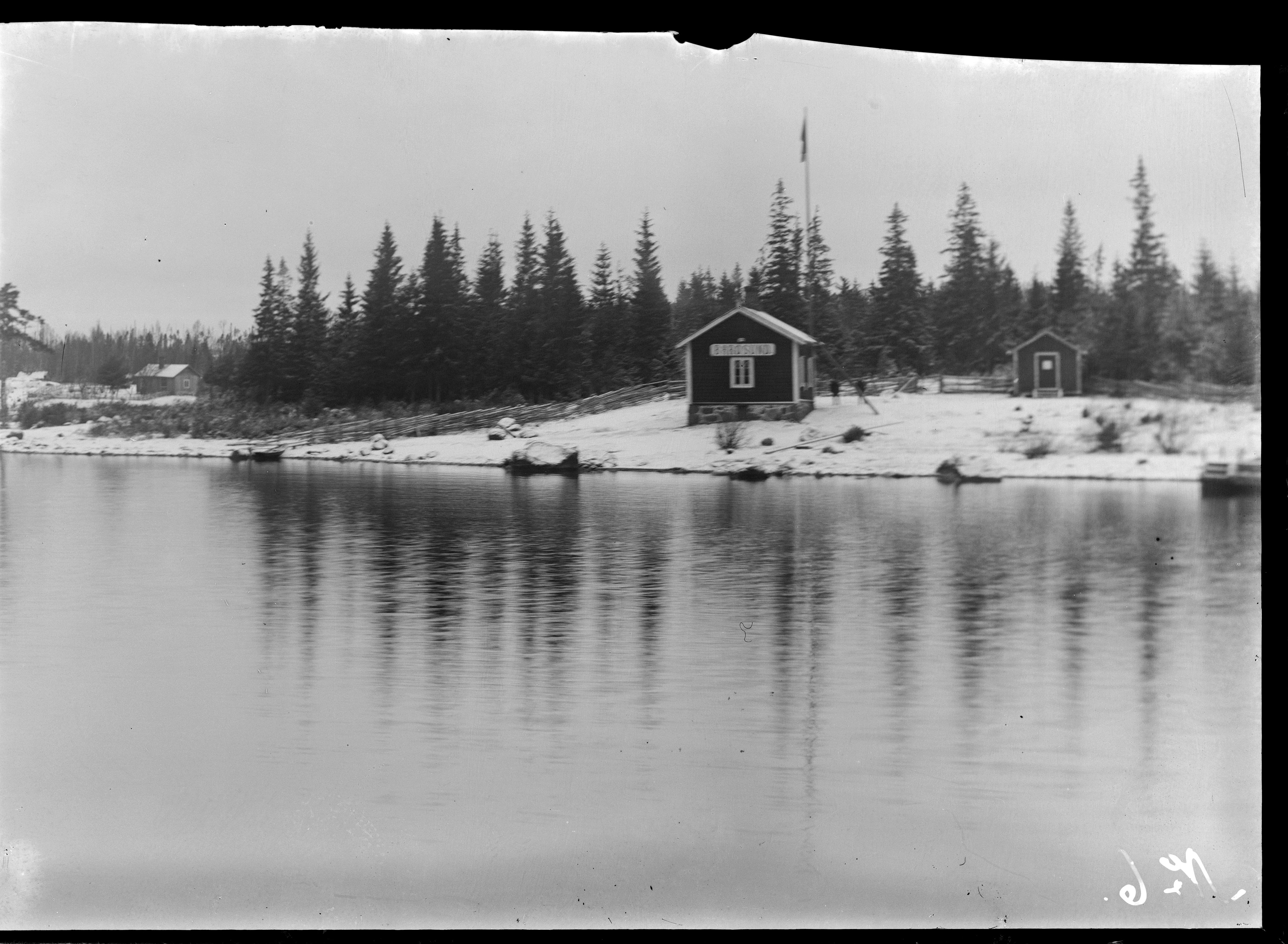
Lotsstugan i Barösund

Kartor från 1600-talet visar också att farleden till Porkala gick genom Barösund. Ortsborna kände till den smala farleden och assisterade de fartyg som passerade. De bönder som bodde i det närliggande området var ägare till lotshemman från 1500-talet till 1850-talet, då kronan tog över skötseln av havsfarleder. Utöver lotshjälp fick fartygen också hjälp att navigera genom farleden av kraftiga järnringar som sattes fast i berget. Ringarna användes som fästen när fartygen bogserades genom de smala sunden. Ringarna finns fortfarande kvar i dag.
Det har funnits flera lotsstationer längs farleden. År 1857 byggdes en lotsstation på Stångholmen och år 1876 flyttade den till Skansudden. En stockstuga från 1882 i den östra ändan av farleden har bevarats i ursprungsskick till idag. Lotsarnas markeringar av vattenstånd och årtal på strandklipporna är fortfarande läsliga. Lotsstugan är belägen på en klippudde och fungerade som landmärke för alla som närmade sig farleden. Barösund hade också länge en egen tullstation i hörnet av Barölandet, cirka år 1655-1810.

### Militärstrategisk betydelse

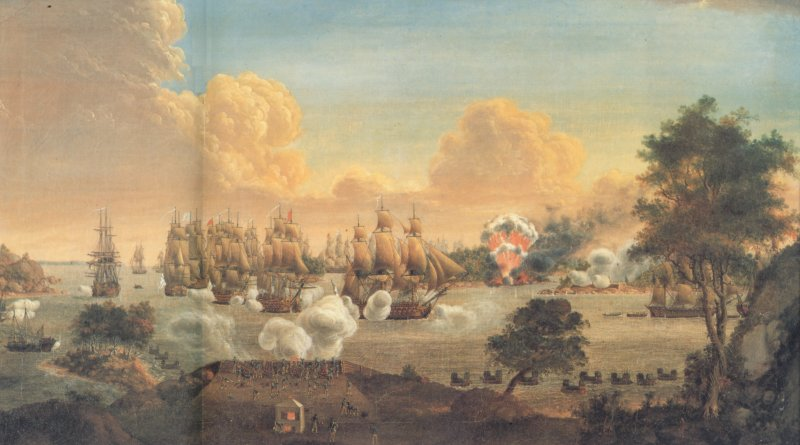
Slaget vid Älgsjöskatan

Farleden genom Barösund har också haft militärpolitisk betydelse. Under Stora nordiska kriget var Barösund skådeplats för handgemäng mellan ryska armén och den svenske partigängaren Stefan Löfving. Löfving var verksam under kriget och hade i uppgift att kapa fartyg och döda ryska soldater samt att spionera för Sveriges del. Han var mycket framgångsrik eftersom han talade flytande finska, svenska, ryska och tyska och lyckades till och med nästla in sig i de ryska trupperna. Han lyckades alltid ta sig ur de knipor han försatte sig i, men var impopulär i Finland eftersom den ryska armén hämnades hans oförrätter på finländska bönder. Han blev slutligen efterlyst och tvingades fortsätta verksamheten under förklädnad.
Löfving anlände till Barösund år 1719 med sitt fartyg för att fylla på förråden eftersom han hade slut på proviant. Han upptäckte några ryska fartyg bakom en holme och bestämde sig för att kapa dem. Besättningen blev överrumplad och Löfving kunde stjäla provianten, samt ta två ryska fångar. Fångarna avslöjade att det låg ytterligare två ryska fartyg förankrade vid infarten till Barösund. Löfving kapade också dem och fick med sig ett byte värt över 6 000 riksdaler. Samma kväll lämnade han Barösund, men åkte på grund i en storm i Hitis och förlorade fartyget och hela sin last, samt nästan sitt liv. Löfvings äventyr är välbevarade eftersom förde dagbok. Böckerna finns kvar än i dag och förvaras i Borgå gymnasiums bibliotek.
Under Gustav III:s ryska krig 1788-1790 fördes också flera sjöslag i Barösund, bland annat Slaget vid Älgsjöskatan. De befästningar och försvarsverk som byggdes finns delvis kvar än idag.

## Geografi och förbindelser

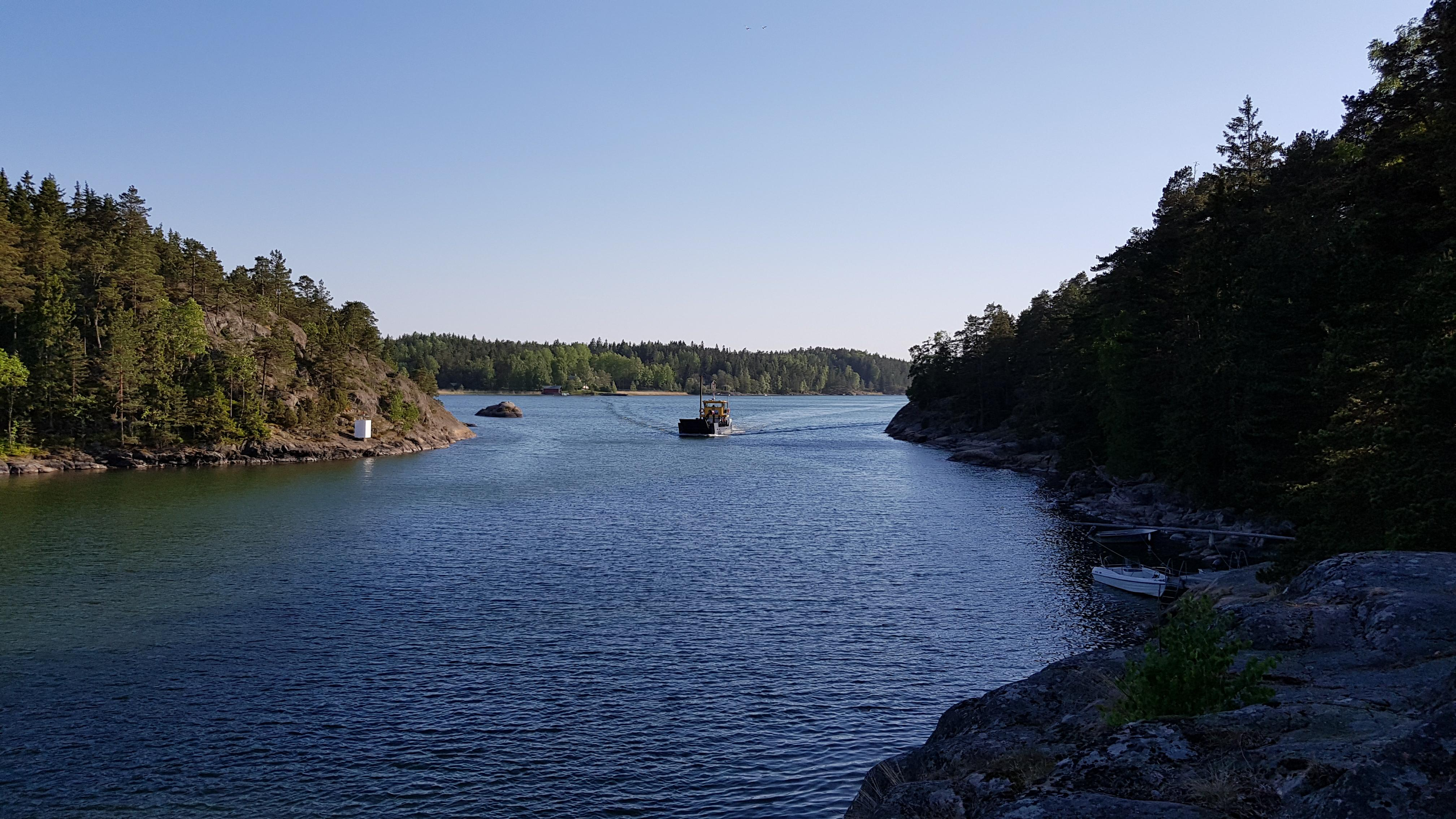
Barösund år 2018

Barösund ligger vid skärgårdsfarleden mellan Helsingfors och Hangö. Sundet är cirka sex kilometer långt och löper i sydväst-nordostlig riktning. Det ligger i de norra delarna av Ingå skärgård, mellan Barölandet och Orslandet. Sundet är mycket smalt, på det smalaste stället väster om färjeleden endast omkring 50 meter brett.  

Stränderna är dels bergiga, branta och skogbeklädda och dels låga och lummiga med åkerlandskap i bakgrunden. Sundet är känt för sin naturskönhet och är en sevärdhet med sina vackra natur- och kulturlandskap. Vid farleden öppnar sig ett åkerlandskap som sträcker sig mot holmarnas inre delar. Trafiken i farleden är livlig under sommaren. Sundet kantas av tät fritidsbebyggelse mellan flera stora öar.

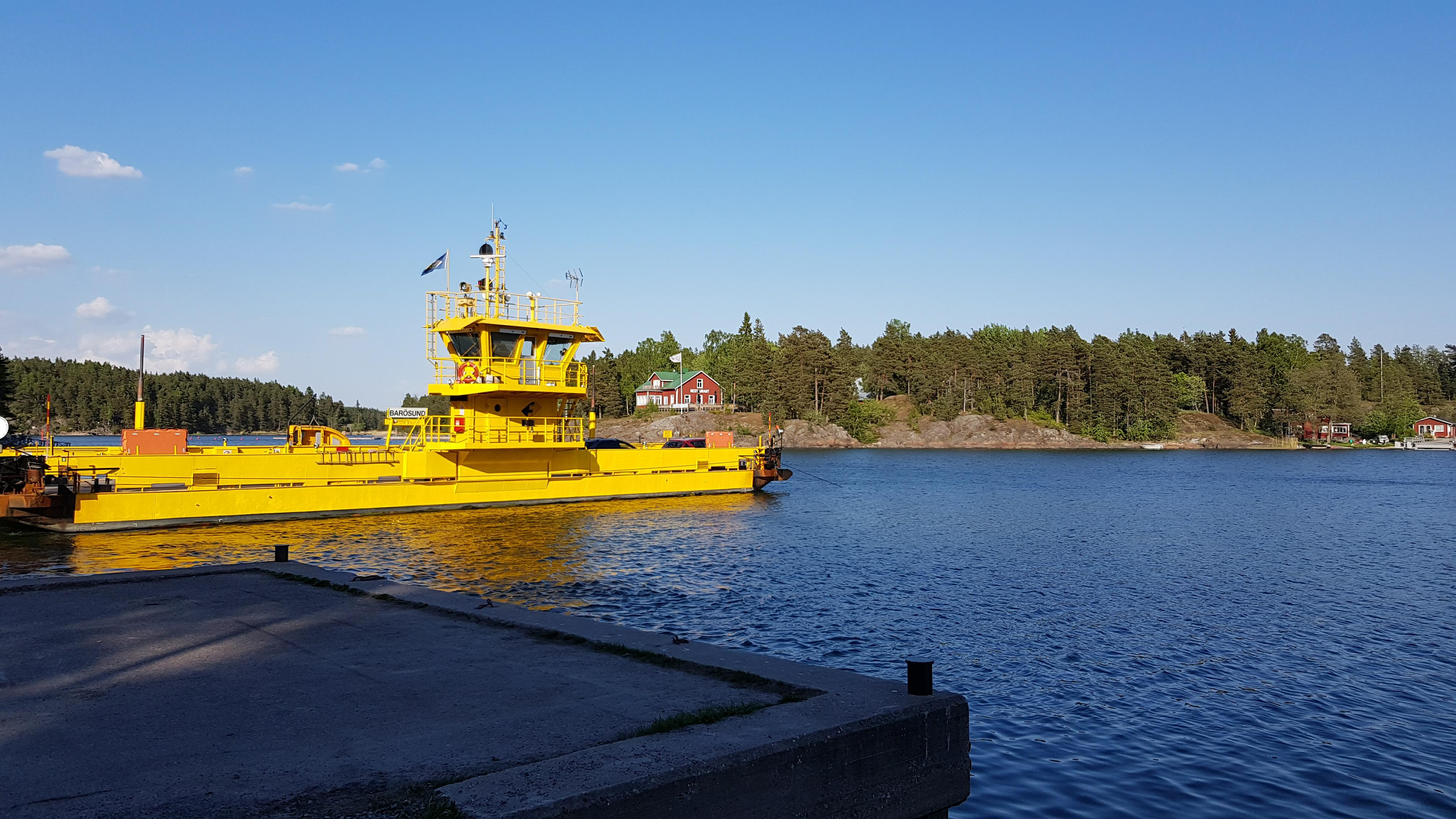
Barösundsfärjan.

Mellan fastlandet och Barölandet finns en bro som byggdes år 1969. Sundet korsas av en landsvägsfärja som trafikerar sträckan mellan Orslandet och Barölandet. Barösundsfärjan byggdes år 1974 och rymmer cirka 14 bilar. Den trafikerar enligt tidtabell dagtid samt enligt behov nattetid.

## Service och tjänster
Barösund har en fast bosättning på omkring 180 personer, men på sommaren mångdubblas invånarantalet eftersom det finns många sommarstugor i området. I byn Barösund på huvudön Orslandet finns en butik, Barösunds Boden, som säljer dagliga basprodukter, närproducerade livsmedel, lokala grönsaker, samt bränsle och gas.
Det finns också en småbåtshamn med brygga, bojplatser och möjlighet att tanka. Det finns övernattningsmöjligheter i Barösund, däribland Barö stugor, Bjurs, Elisaari, Villa Sofia och Villa Stenkulla. Det anordnas också läger på Rövass i Barösund.
Det fanns tidigare en liten svenskspråkig lågstadieskola i Barösund, men den stängdes 2009 på grund av bristande elevunderlag. Barösunds skola grundades redan år 1892 och var därmed en av de första skolorna i Ingå. Några år efter att skolan stängdes sålde Ingå stad skolhuset, som var byggt år 1925. År 2014 öppnade skärgårdsrestaurangen Scola i det gamla skolhuset.

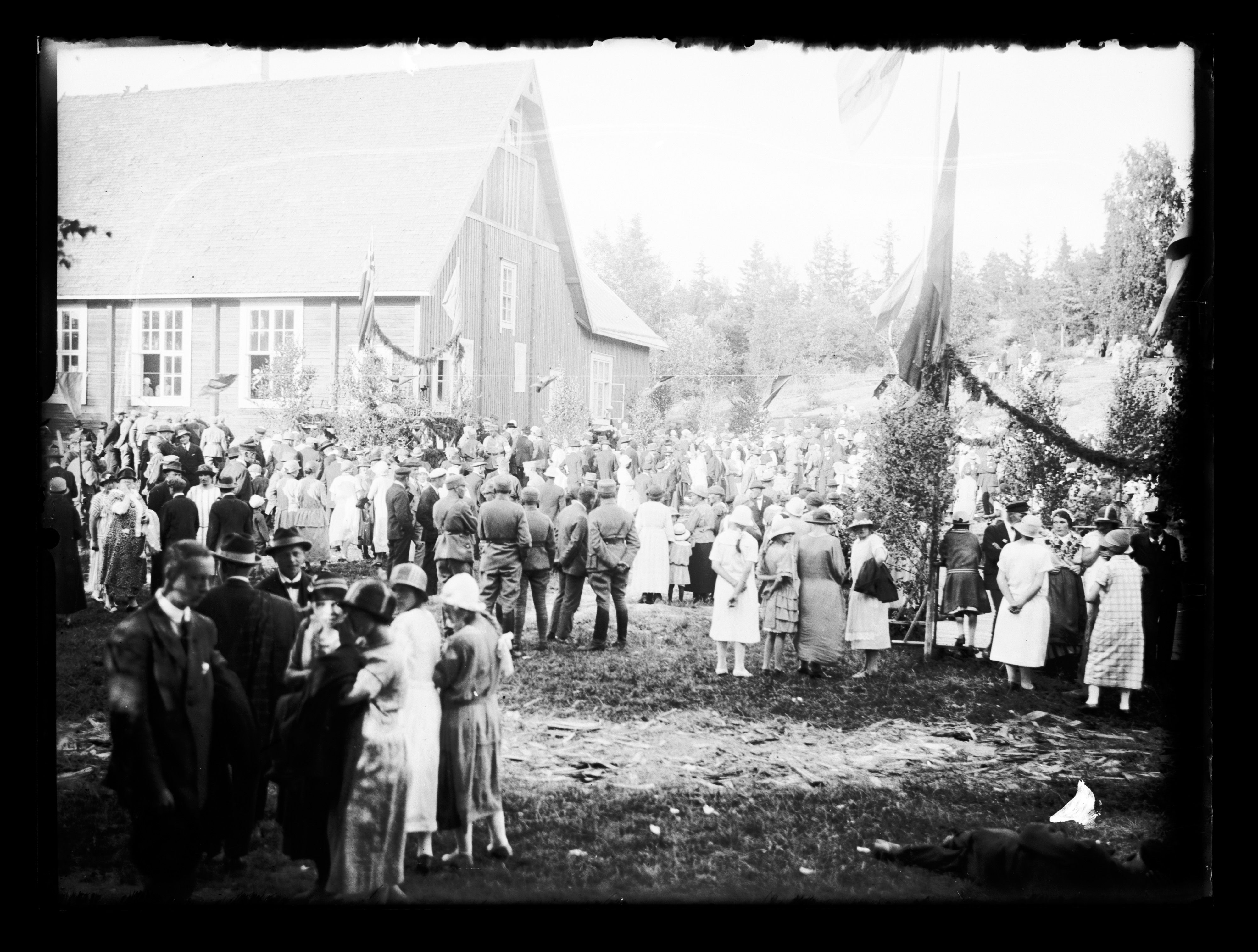
Ungdomsföreningshuset Walhalla i början av 1920-talet

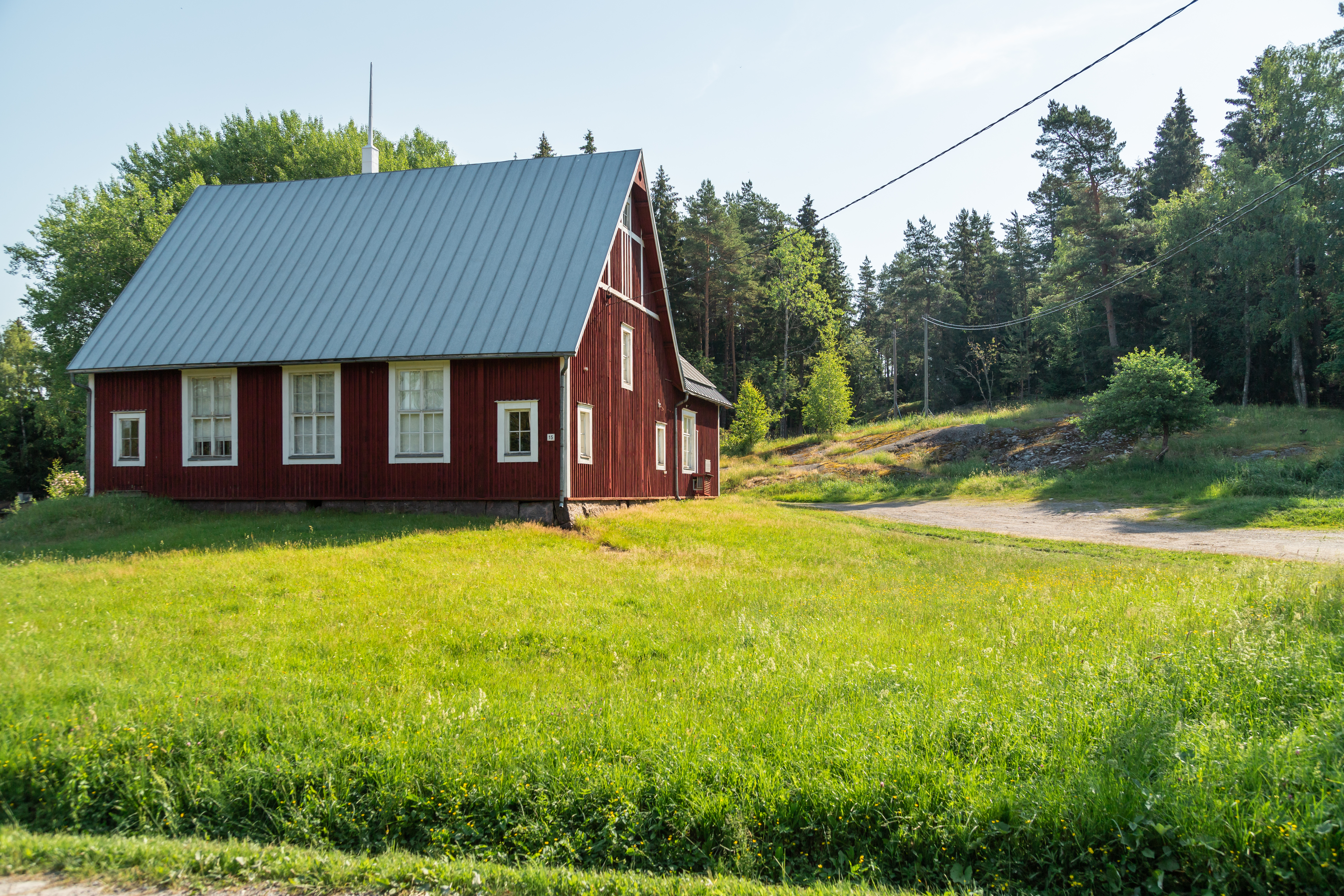
Ungdomsföreningshuset Walhalla år 2021

Barösund har en egen ungdomsförening, Barösunds Ungdomsförening, som grundades år 1902. Ungdomsföreningen driver lokalen Walhalla som är centralt belägen nära butiken och färjfästet på Orslandet. Ungdomsföreningen ordnar en rad olika evenemang i lokalen, och hyr också ut den för privata evenemang. Skärgårdsteatern brukar besöka Barösund som en del av sin turné och uppträda i Walhalla.
Barösund har också ett eget byaråd, Barösunds byaråd rf. Byarådet grundades år 1995. Syftet är dels att främja hembygdsaktiviteter och dels att agera i samhällsfrågor som berör Barösund. Byarådet har en styrelse och ordnar möten där ortsborna kan diskutera och påverka. Byarådet ordnar årligen Barösundsdagen i juli samt Forneldarnas natt i slutet av augusti. Sedan år 2002 har Byarådet gett ut en egen tidning, Barösundsbladet. År 2020 utkom två nummer.

## Barösund i konsten

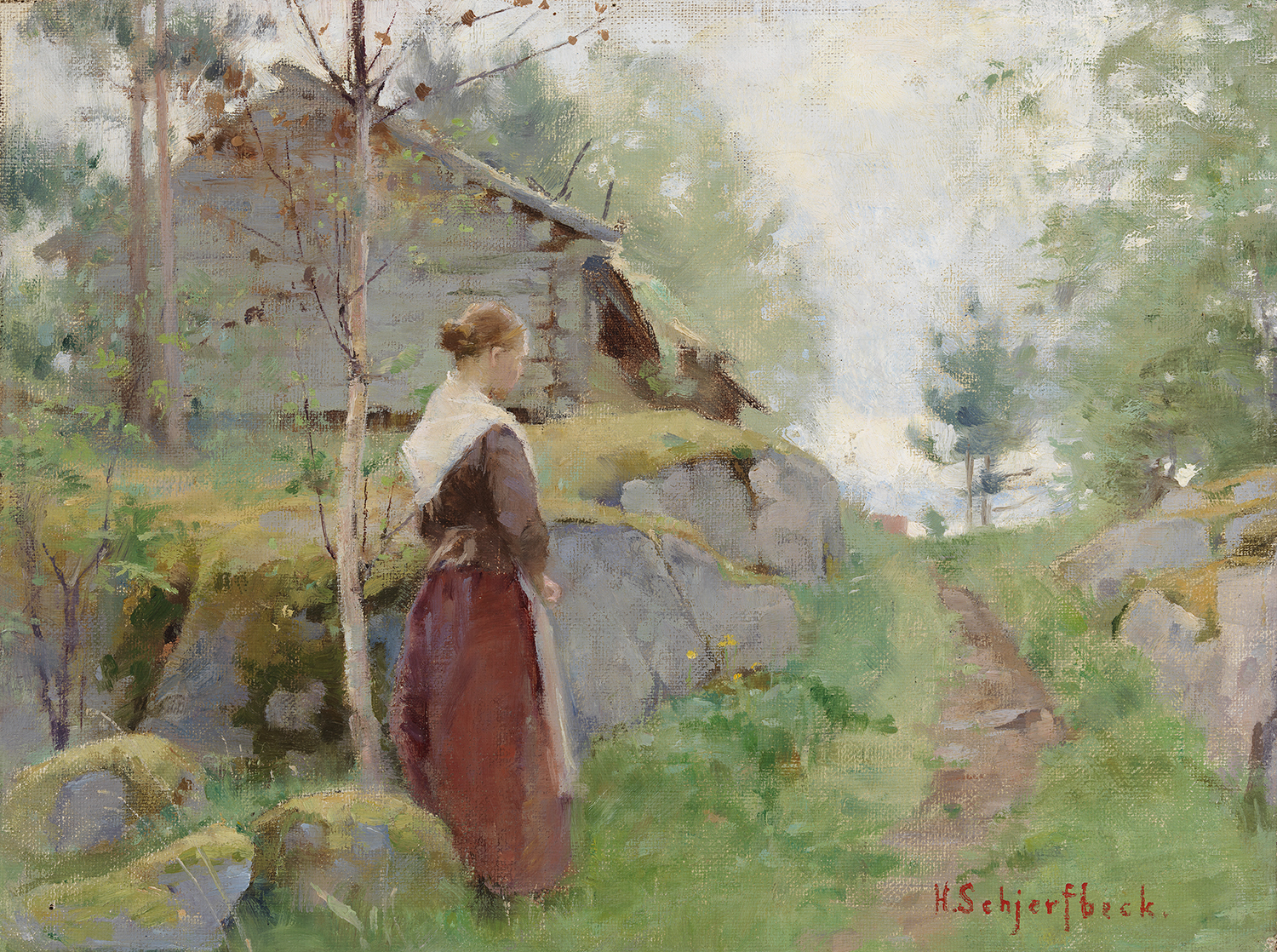
Helene Schjerfbeck, Flickan från Barösund, 1885–1890
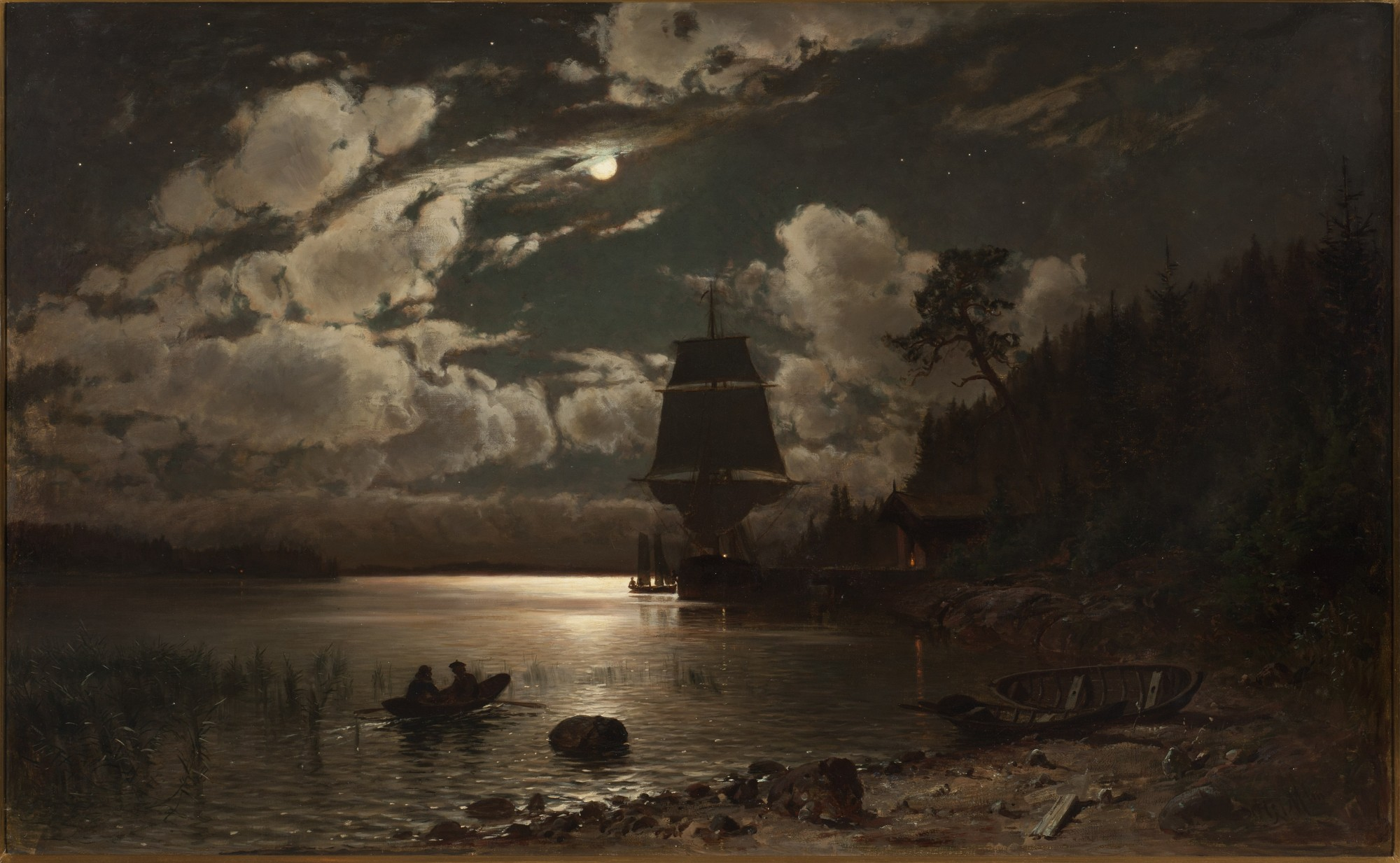
Hjalmar Munsterhjelm, Månsken i Barösund, slutet av 1870-talet
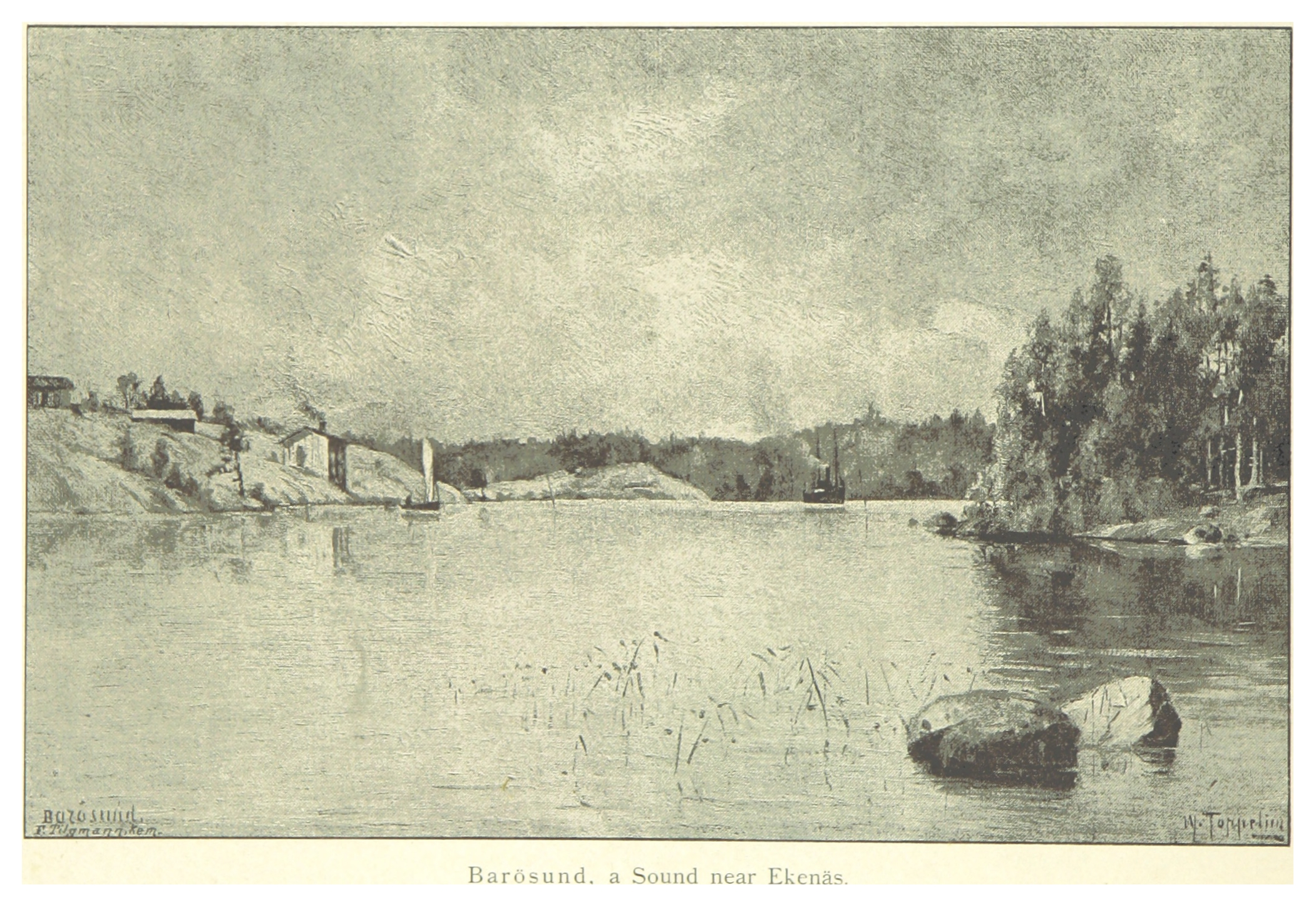
Leo Mechelin 1894

## Bilder

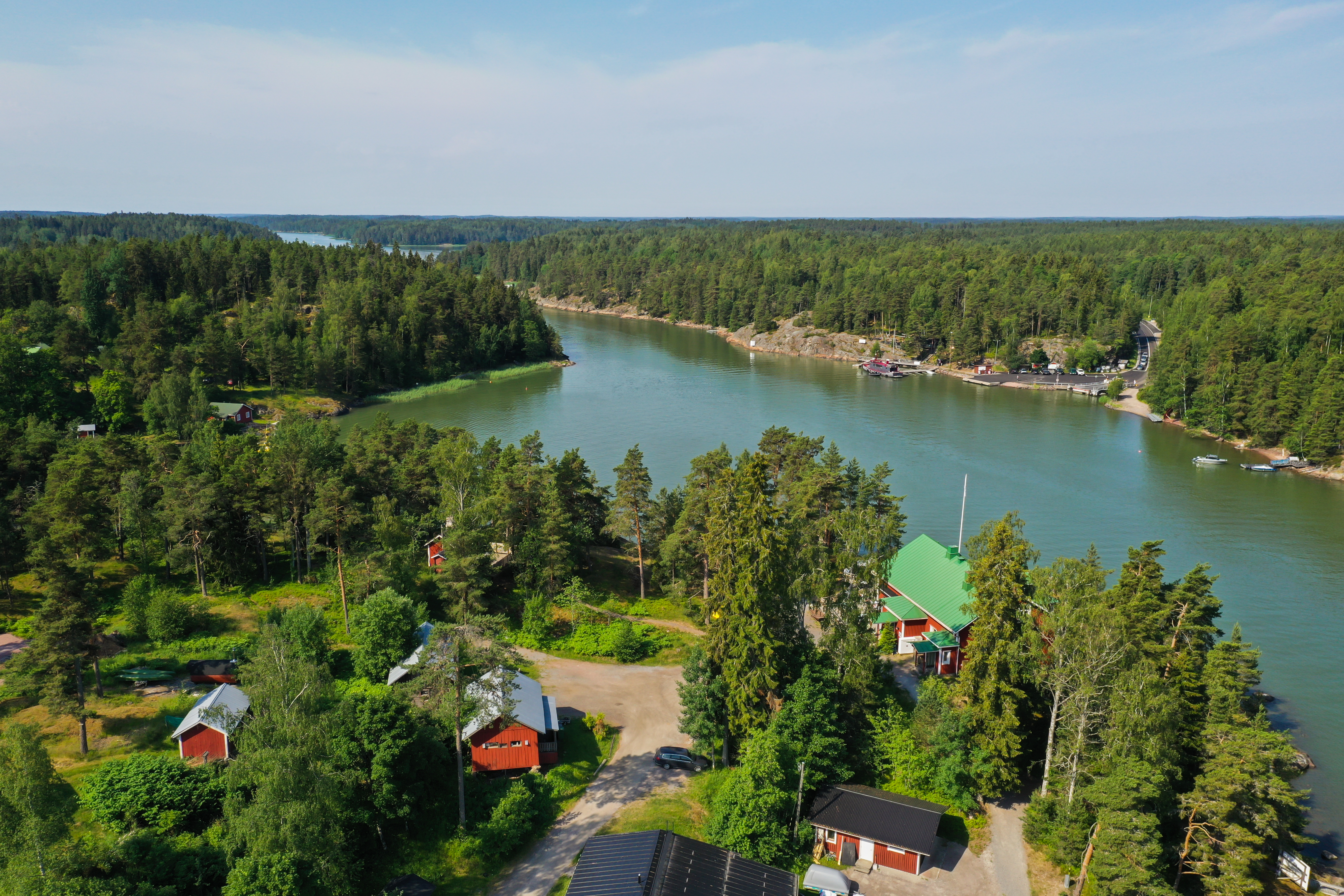
Barösunds by i förgrunden och färjan i mitten (2021)
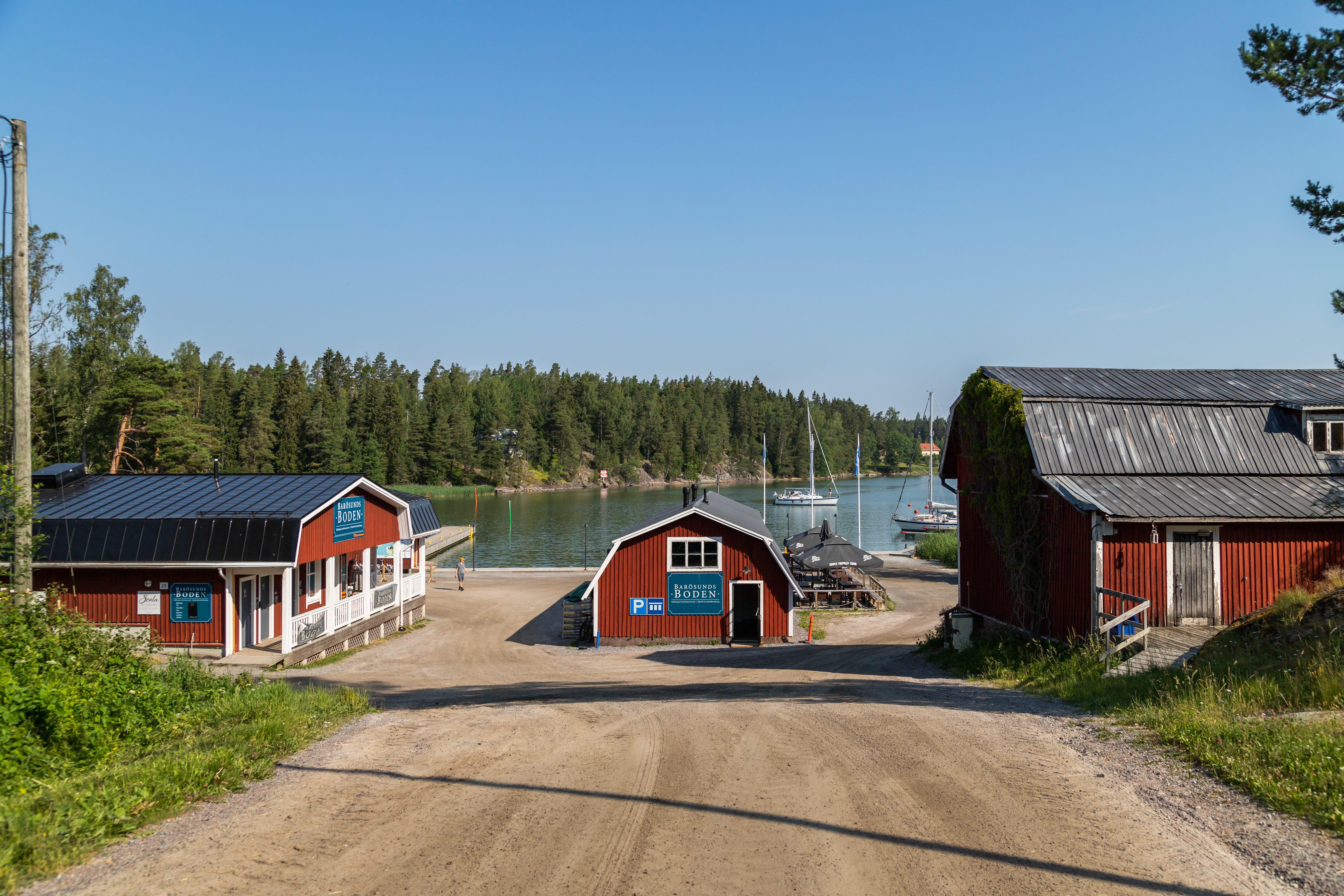
Infarten till Barösund gästhamn med bil (2021)
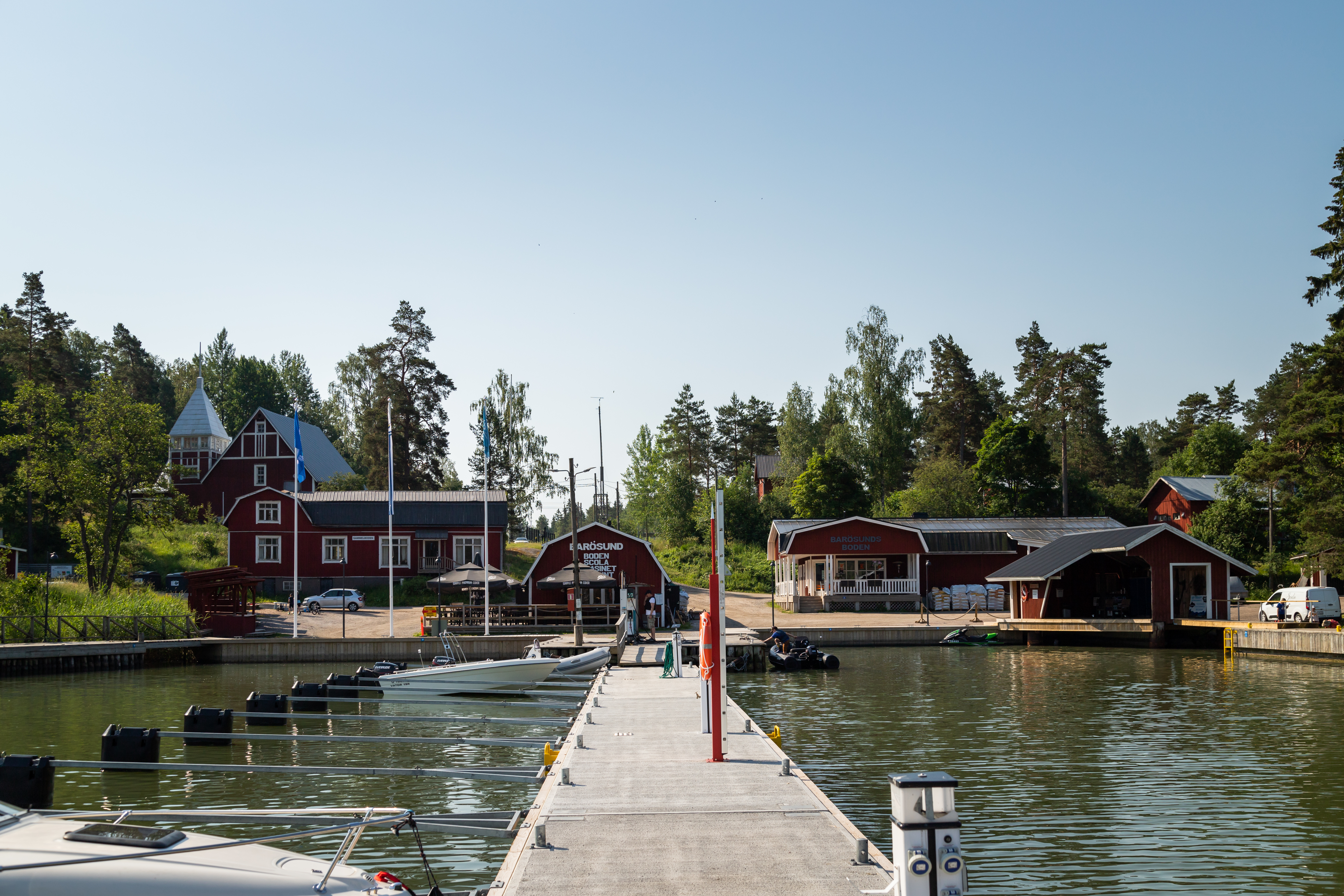
Småbåtshamnen i Barösund (2021)
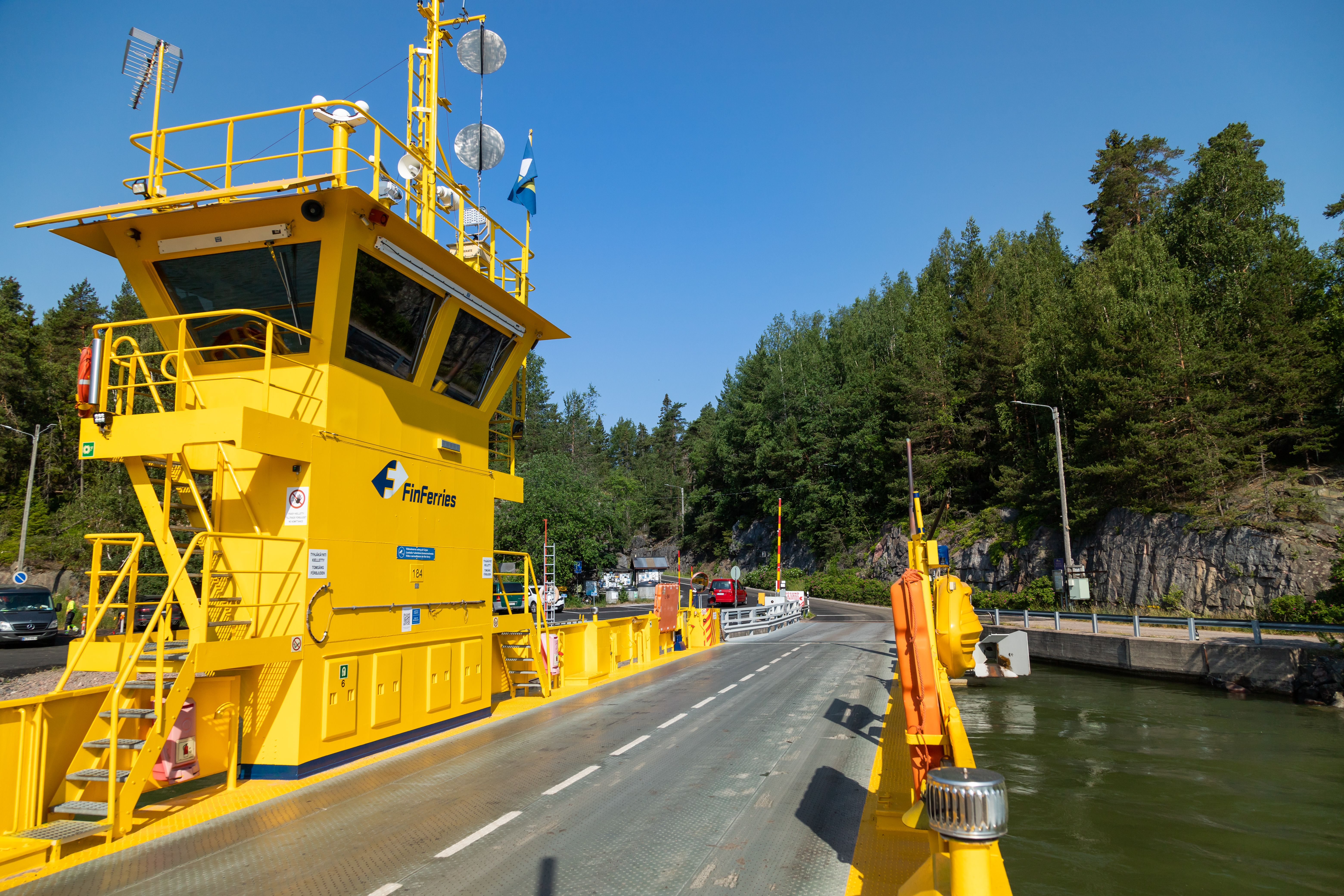
Barösunds färja (2021)
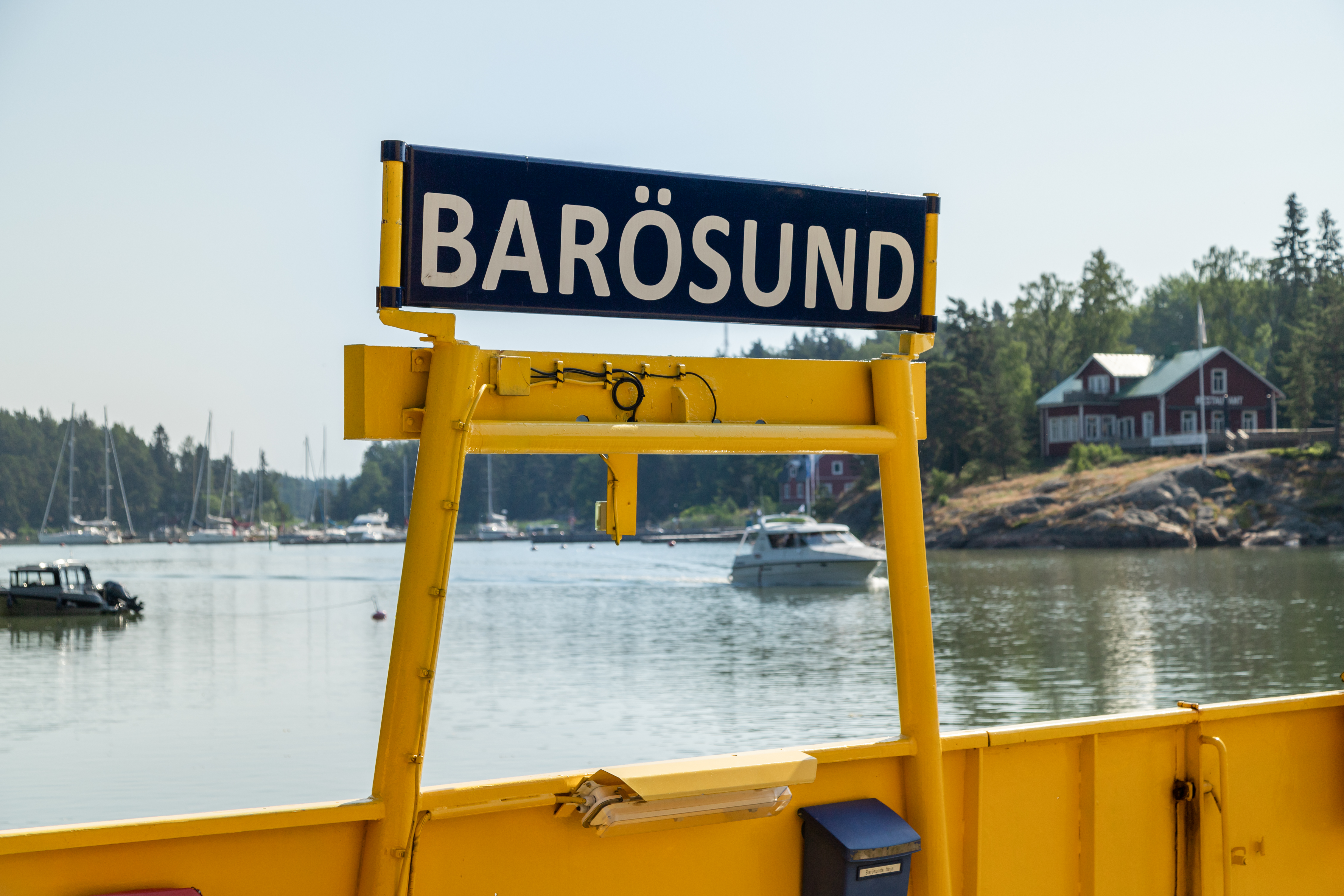
Färjans skylt med småbåtshamnen i bakgrunden
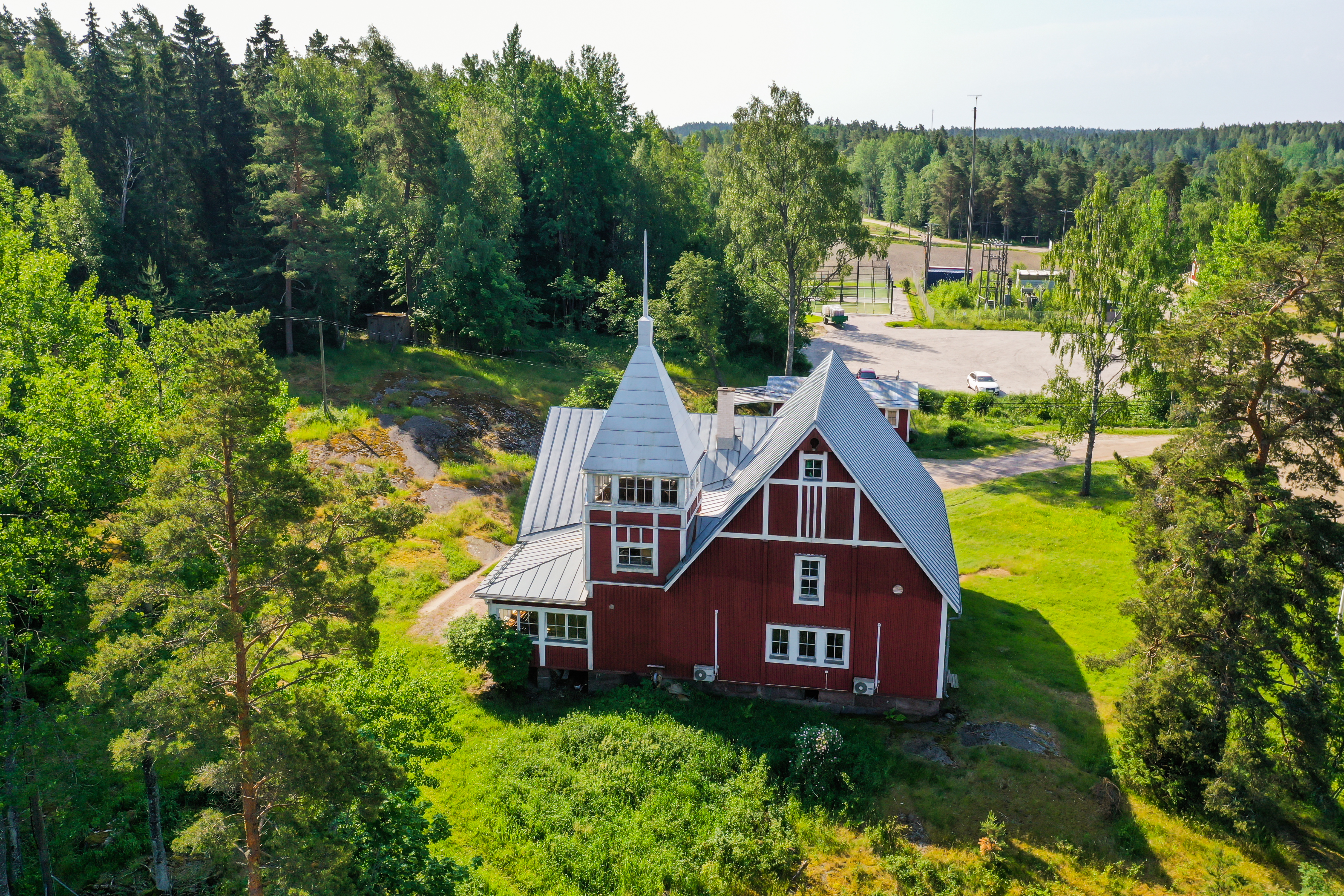
Ungdomsföreningshuset Wallhalla i Barösund (2021)
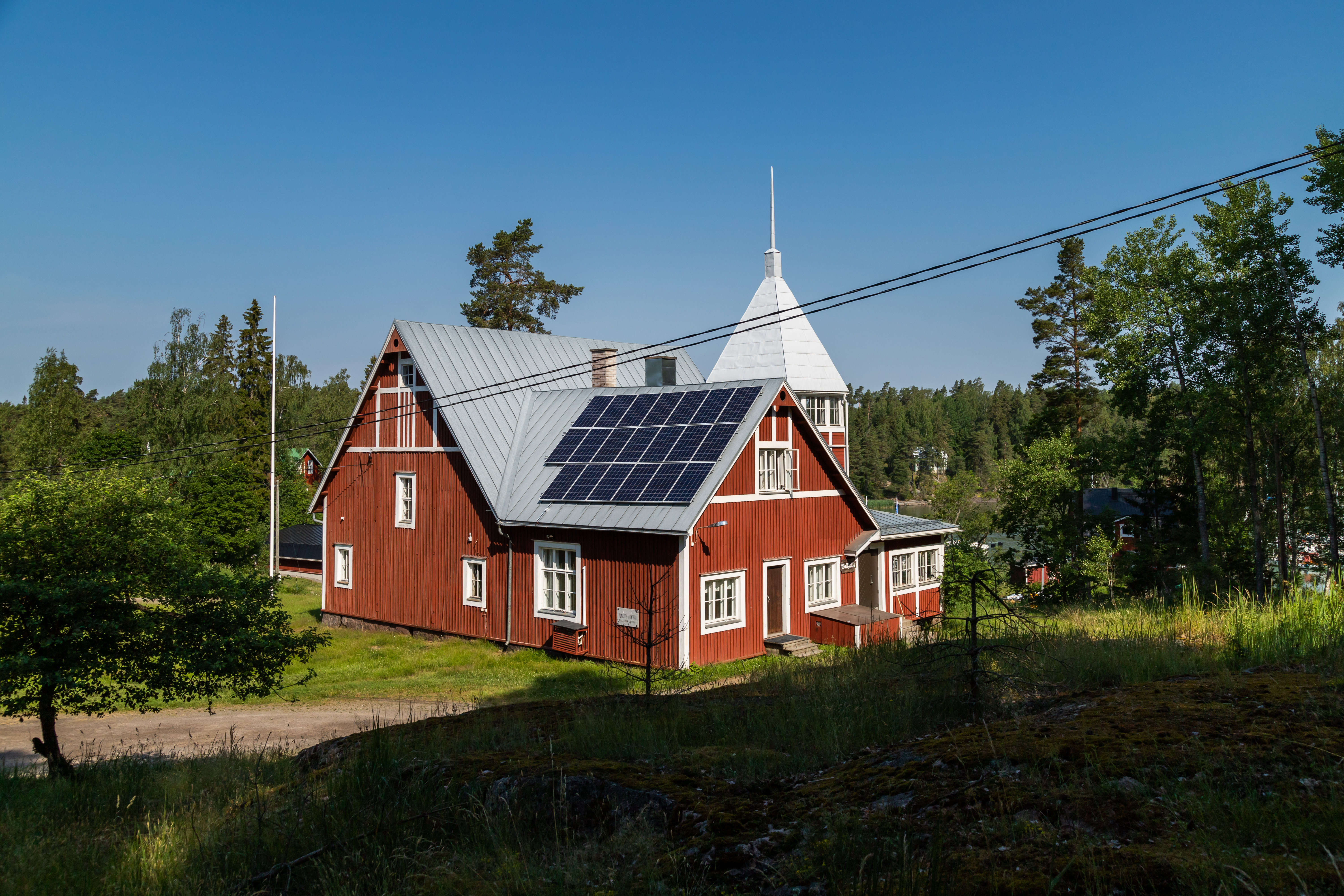
Ungdomsföreningshuset Wallhalla i Barösund (2021)
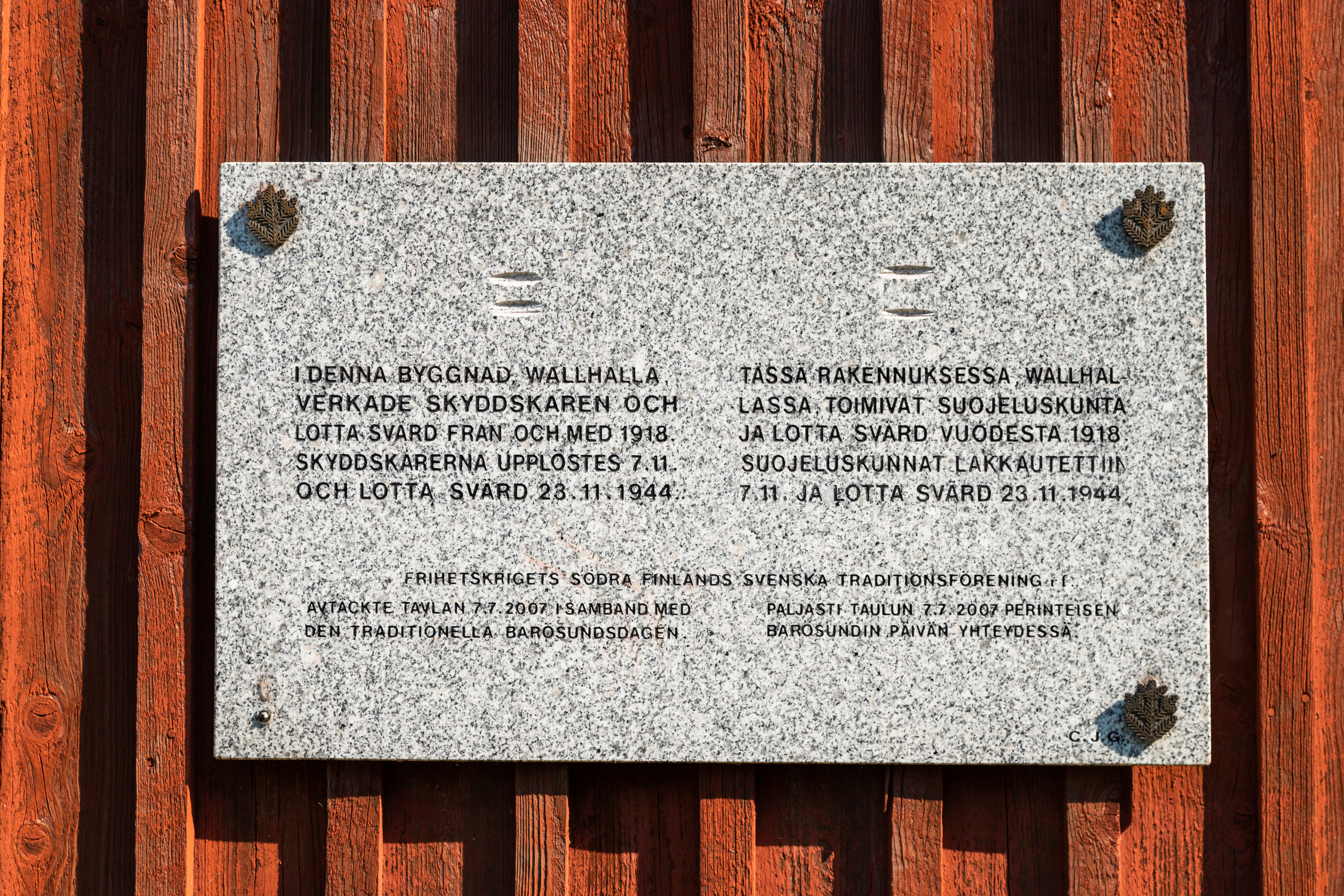
Minnesplakett över Skyddskåren och Lotta svärd vid ungdomsföreningshuset
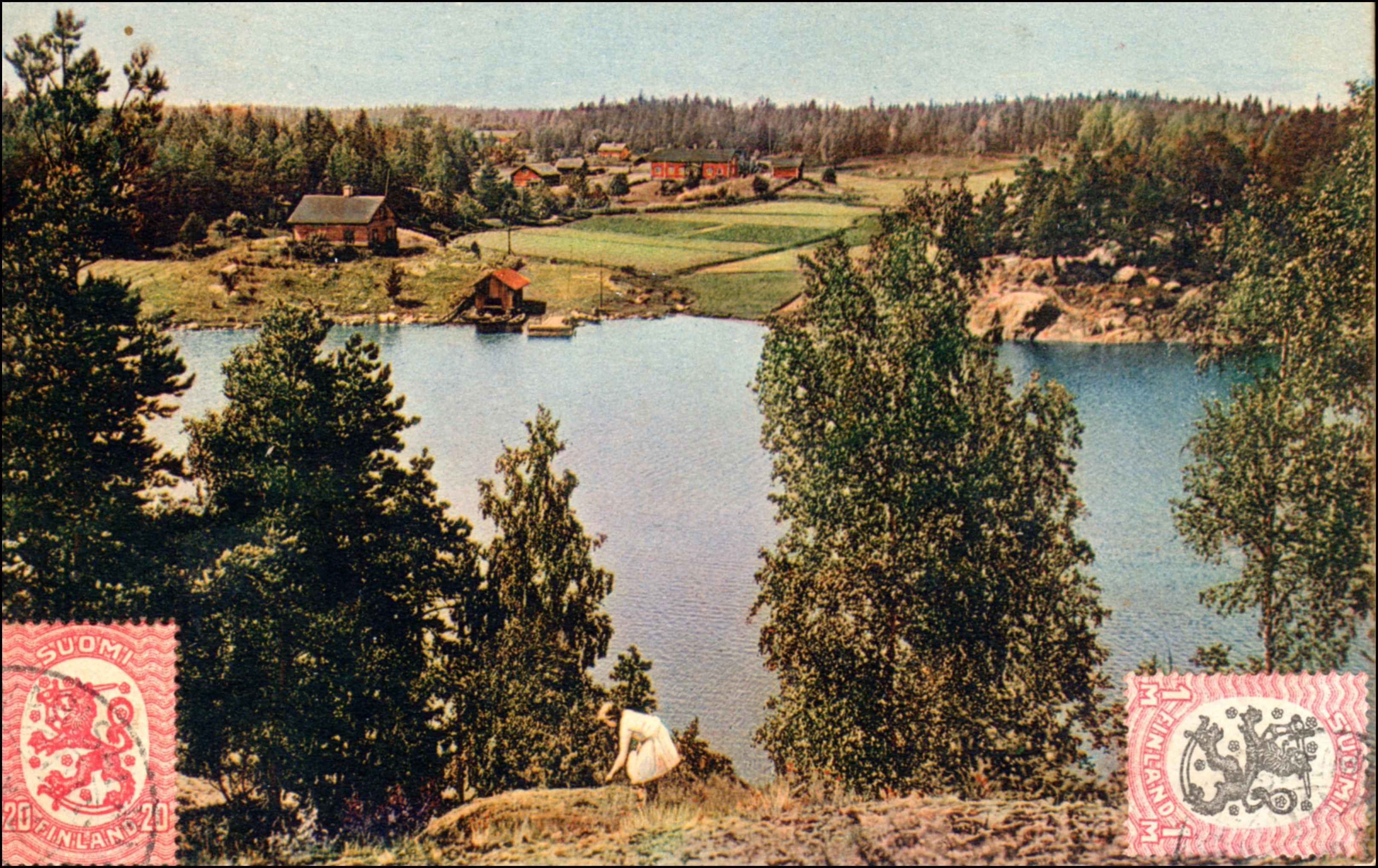
Postkort från Barösund 1920

## Publikationer om Barösund
- Artur Grönberg: Barösund: ett bidrag till kännedomen om svenskbygdens historia. Helsingfors 1933.
- Henrik Cederlöf, Farleder och lotsplatser i Ekenäs skärgård. Ekenäs 1986.
- Mikko Härö, Läntisen Uudenmaan rakennusten ja maiseman kulttuurihistoriallinen inventointi. Läntisen Uudenmaan seutukaavaliitto 1993.
- Ericsson, Christoffer H.; Grönholm, Christoffer; Kockberg, Mats, Barösund. Schildt 2006.
- Harri Nyman, Meriväylien rakennusperintö. Toim. Marja-Leena Ikkala. Museoviraston rakennushistorian osaston raportteja 21. 2009.